# Bernhard Setzwein

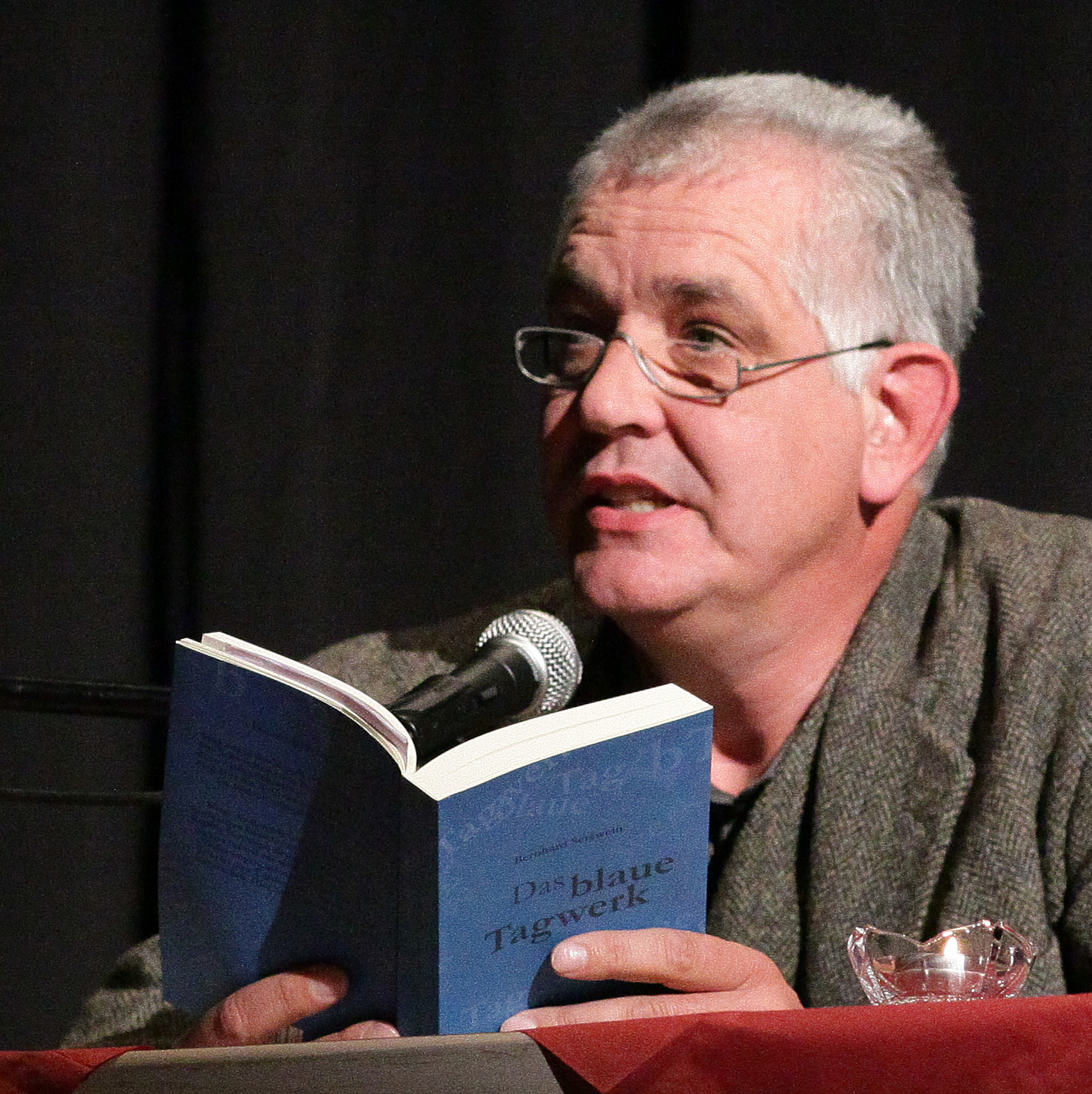
Bernhard Setzwein (2010)

Bernhard Setzwein (* 29. April 1960 in München) ist ein deutscher Schriftsteller.

## Leben
Setzwein wuchs in Bad Dürkheim, Köln und München auf. 1979 machte er in München das Abitur und leistete anschließend Zivildienst in den Oberland-Werkstätten für geistig und körperlich Behinderte in Gaißach bei Bad Tölz. Von 1981 bis 1986 studierte Setzwein an der Ludwig-Maximilians-Universität in München Germanistik, Deutsch als Fremdsprache und Volkskunde.
Von 1983 bis 1987 war er Mitinhaber und Mitgeschäftsführer des Friedl-Brehm-Verlags in Feldafing. Seit 1986 ist Setzwein freischaffender Autor. Er lebt seit 1990 in Waldmünchen, unterbrochen von einem Aufenthalt in Cham (Oberpfalz) (2015 bis 2020).
Bis 2018 war er mit der Gymnasiallehrerin Ursula Daschner-Setzwein verheiratet. Die gemeinsame Tochter ist die Tanzpädagogin und Choreographin Lena Setzwein.
Setzwein ist Mitglied des Verbands deutscher Schriftsteller (VS), des PEN-Zentrums Deutschland sowie der Sudetendeutschen Akademie der Wissenschaften und Künste. Ein teilweiser Vorlass von Setzweins Werk-Archiv, der die Zeit von seinen literarischen Anfängen bis etwa 2010 abdeckt, liegt im Literaturarchiv Sulzbach-Rosenberg und ist dort für wissenschaftliche Arbeiten einsehbar.

## Literarisches Schaffen

### Frühwerk
Begonnen hat Setzweins literarisches Schaffen Mitte der 1970er Jahre mit bairischen Mundarttexten. Noch als Schüler stieß er zum Friedl-Brehm-Verlag, der seinerzeit als das Sammelbecken progressiv-kritischer Dialektliteratur aus Bayern und Österreich galt. Nach zwei schmalen Sammlungen mit Mundartgedichten – vareck (1978) und Hobdz mi gern (1980) – folgten schriftdeutsche Prosawerke wie Brandwunden (1981) und Wurzelwerk (1984), die den Autor verstärkt als Romancier hervortreten ließen. Bevorzugter Schauplatz seiner Bücher blieb auch noch in Hirnweltlers Rückkehr (1987) und Das Buch der sieben Gerechten (1999) seine Geburtsstadt München. Die letztere Erzählung belegt, dass so unterschiedliche Autoren wie Jean Paul und Paul Wühr gleichermaßen zu Setzweins literarischen Bezugsgrößen gehören.

### Schwerpunktthema Mitteleuropa
Infolge seines Umzugs an die bayerisch-böhmische Grenze nach Waldmünchen geriet ab 1990 mehr und mehr der alte mitteleuropäische Kulturraum zwischen Donau und Moldau in den Mittelpunkt von Setzweins Arbeit. Symptomatisch ist der Titel seiner Essaysammlung Ein Fahneneid aufs Niemandsland. Literatur über Grenzen (2001), in dessen Vorwort der Autor schreibt: „Andere Leut' haben ihre Weltanschauung, ich hab’ meine Grenzanschauung.“ Vor allem in der Trilogie aus den Romanen Die grüne Jungfer (2003), Ein seltsames Land (2007) und Der neue Ton (2012) unternimmt der Autor den Versuch, das Epochenereignis des Jahres 1989 – den Fall des Eisernen Vorhangs – und seiner Folgen mit literarischen Mitteln festzuhalten. Eine große Rolle spielen hierbei Rückblenden in die Vergangenheit als Verständnishilfen für die Gegenwart. Charakteristisch ist Setzweins historischer Familienroman Der böhmische Samurai (2017). Er erzählt die Geschichte der einst bedeutenden, auf Schloss Ronsperg (Westböhmen) ansässigen Grafenfamilie Coudenhove-Kalergi. Die Lebensläufe einiger ihrer Mitglieder, darunter Heinrich und Mitsuko sowie Sohn Richard und Schwiegertochter Lilly, bewegen sich zwischen Tradition und Moderne, Nationalismus und Kosmopolitismus, japanischer und mitteleuropäischer Kultur, religiöser Intoleranz und Aufklärung sowie Pflichterfüllung und Hedonismus. Setzweins mitteleuropäisches Interesse und die Rezeption seiner Werke machen jedoch nicht an der bayerisch-böhmischen Grenze Halt. Einige Texte und Bücher wurden ins Tschechische, Rumänische, Polnische, Ungarische und Bulgarische übersetzt.

### Autorenromane
Eine thematische und geographische Sonderstellung in Setzweins Werk nimmt der Roman Nicht kalt genug ein. Im Mittelpunkt der zwischen 1881 und 1888 spielenden Erzählung stehen die sieben Sommeraufenthalte des seinerzeit noch weitgehend unbekannten und unerkannten Philosophen Friedrich Nietzsche im Oberengadiner Gebirgsort Sils-Maria. In einer Mischung aus Satire und Hommage schildert der Autor aus Sicht der einfachen, teils bäuerlichen Bevölkerung den Lebenswandel, die Gedanken- und die Gefühlswelt des schubweise dem Wahnsinn verfallenden Geistesmenschen Nietzsche. Nicht kalt genug, in Nietzsches 100. Todesjahr (2000) erschienen, wurde in über 20 Zeitungen Deutschlands, der Schweiz und Österreichs besprochen und ist der bislang größte Erfolg Setzweins.
Ein ähnliche starke Resonanz war dem Roman Kafkas Reise durch die bucklige Welt (2024) beschieden. Ausgehend von einem literarischen Kunstgriff – der Behauptung, Franz Kafka sei 1924 nicht gestorben, sondern in Meran untergetaucht, um als Kino-Platzanweiser seinen Lebensunterhalt zu verdienen – lässt Bernhard Setzwein den Schriftsteller im Sommer 1960 als Beifahrer über Graz und Wien nach München reisen und allerlei Abenteuer erleben. Dabei bringt Setzwein dem Leser auf unterhaltsame Weise das Leben und Wesen, Denken und Schaffen Franz Kafkas nahe.

### Theaterstücke
Seit dem Jahr 2000 ist Setzwein verstärkt auch als Theaterautor hervorgetreten. Nachdem er in den 1990er Jahren schon zwei kleine Kammerspiele geschrieben hatte – Watten Wagner Wichs (1998) etwa behandelte eine makabere Episode aus der NS-Geschichte Münchens –, sind es nun vor allem figurenreiche Stücke, die als Großproduktionen auf Freilichtbühnen aufgeführt werden. Besonderes Interesse erregte die theatralische Umsetzung des authentischen Falles der Anneliese Michel aus Klingenberg, die an den Folgen eines an ihr vorgenommenen Exorzismus-Rituals ums Leben kam. Das Stück mit dem Titel Fremde Stimmen wurde 2005 auf der Burgruine Freudenberg aufgeführt. 
2007 dramatisierte Setzwein für das Landestheater Oberpfalz die Lebensgeschichte des letzten bayerischen Scharfrichters, Johann Reichhart, wobei der Titel des Stücks 3165 – Monolog eines Henkers auf die Zahl der hingerichteten Delinquenten anspielt. Setzweins Theaterstück Später Besuch. Dietrich Bonhoeffer redivivus, am 9. April 2016 in der KZ-Gedenkstätte Flossenbürg uraufgeführt, handelt von den letzten Tagen des Theologen, der von der Nazi-Justiz in dem in der Oberpfalz gelegenen Konzentrationslager hingerichtet wurde. 2018 schrieb Setzwein eigens für eine Freilichtaufführung auf Burg Dagestein im oberpfälzischen Vilseck das Stück Lola Montez – die falsche Spanierin. Mit Resl unser, einer im Jahr 2019 uraufgeführten Auftragsarbeit für das Landestheater Oberpfalz über die katholische Mystikerin Therese Neumann, genannt Resl von Konnersreuth, thematisierte Setzwein nach 2005 erneut ein Phänomen aus Spiritualität und Religionspsychologie. 
2023 folgte Monsieur Chateaubriands letzte Reise, ein teils nachdenkliches, teils komödiantisches Kammerspiel und Historienstück. Hauptfiguren sind der französische Staatsmann und Schriftsteller François-René Vicomte de Chateaubriand sowie sein Landsmann, General und Kaiser Napoleon Bonaparte. Sie waren in den Jahren 1833 bzw. gerüchteweise 1812 durch Waldmünchen, Bernhard Setzweins „zweite Heimat“, gekommen und treffen nach ihrem Ableben in der Unterwelt aufeinander, um im Rückblick auf ihr Leben über Werte, Tugenden und Ruhm zu diskutieren. 
Im Jahr 2024, anlässlich des 900-jährigen Jubiläums der Oberpfälzer Burg Leuchtenberg, verschränkte Setzwein abermals Regional- und Weltgeschichte. In Des Kaisers Pfennigfuchser agiert Georg Ludwig Landgraf von Leuchtenberg als Reichspfennigmeister Kaiser Rudolfs II., lässt aber sein eigenes Territorium finanziell ausbluten, während der Kaiser „von der Welt [nur] das wirklich Wichtige wissen“ will und sich dafür weder um Politik und Religion noch um einen Stammhalter schert.

### Autobiographische Notizen
In den nach Jahren gegliederten Notizensammlungen Das blaue Tagwerk (2010) und Das gelbe Tagwerk (2020) gewährt Bernhard Setzwein Einblicke in sein schriftstellerisches Denken und Schaffen seit dem Jahr 1997. Einen Schwerpunkt bilden Reisen in ehemalige Ostblock-Staaten, Stipendien-Aufenthalte, Begegnungen mit Schriftstellerkollegen und die Beschäftigung mit ihren Werken; daneben Wanderungen, Alltagsbeobachtungen, Sprachbetrachtungen, Träume und Gedankenblitze, oft mit skurril-amüsanter Note.

### Journalistische Arbeiten
Seit Ende der 1980er Jahre ist Setzwein regelmäßig als freier Mitarbeiter des Bayerischen Rundfunks tätig. Für diesen hat er eine Vielzahl von Hörbildern zu meist bayerischen Kulturthemen (v. a. Biographisches, Literatur und Sprache, Kulturgeschichte, Reisen) geschrieben.
Setzweins reisefeuilletonistisches Interesse drückt sich in einer Reihe von Begleittexten für Bildbände aus, die sich zumeist mit Oberpfälzer Landschaften und Städten befassen. Zudem verfasst Setzwein Beiträge für Zeitungen und Zeitschriften.

## Stipendien und Auszeichnungen
- 1983: Stipendium Münchner Literaturjahr
- 1986: 2. Preis des Würzburger Literaturpreises
- 1993: 1. Preis beim Komödienwettbewerb des Turmtheaters Regensburg
- 1997: 2. Preis beim Theaterstückewettbewerb der Tiroler Volksschauspiele, Telfs
- 1998: Staatlicher Förderungspreis für junge Schriftstellerinnen und Schriftsteller, Bayern
- 2000: Irseer Pegasus
- 2003: Kulturpreis des Bezirks Oberpfalz in der Sparte Literatur
- 2004: Poetik-Professur an der Universität Bamberg[7]
- 2006: Kulturpreis Bayern der E.ON Bayern AG
- 2010: Friedrich-Baur-Preis der Bayerischen Akademie der Schönen Künste
- 2013: Sudetendeutscher Kulturpreis für Literatur der Sudetendeutschen Landsmannschaft und des Freistaates Bayern[8]
- 2014: Nordgaupreis des Oberpfälzer Kulturbundes e. V.
- 2017: Stipendium des Adalbert Stifter Vereins e. V. für Oberplan/Horní Planá[9]
- 2018: Stipendium der Mährischen Landesbibliothek und Leipziger Buchmesse: Residenzautor in Brünn im Rahmen des Tschechischen Kulturjahrs[10]
- 2024: Literaturpreis des Oberpfälzer Jura[11]

## Werke

### Bücher
- vareck (Mundartgedichte und Texte). Friedl-Brehm-Verlag, Feldafing 1978, ISBN 3-921763-56-8.
- Hobdz mi gern. Haß- und Liebesgedichte (Mundartgedichte). Friedl-Brehm-Verlag, Feldafing 1980, ISBN 3-921763-67-3.
- Brandwunden (Erzählung). Friedl-Brehm-Verlag, Feldafing 1981, ISBN 3-921763-70-3.
- Wurzelwerk (Roman). Friedl-Brehm-Verlag, Feldafing 1984, ISBN 3-921763-86-X.
- Hirnweltlers Rückkehr. Das ist: der Absturz des Provinzlers Jean Paul Richter auf der Großstadt, dessen beschwerlicher Fußmarsch durch Geschichte und Sendling, seine Zusammenkunft mit dem Geheimrat am Goetheplatz und finaler Ausblick aus dem Kopf der Bavaria auf die Wiesnmaschin / auf diesem Weg begleitet von Bernhard Setzwein (Erzählung). Peter Kirchheim Verlag, München 1986, ISBN 3-87410-022-7.
- Käuze, Ketzer, Komödianten. Literaten in Bayern (Essays). Ludwig Verlag, Pfaffenhofen (Ilm) 1990, ISBN 3-7787-2114-3.
- Oidweiwasumma. Gedichte vom Ende der Welt in altbairischer Mundart. Herausgegeben vom Internationalen Dialektinstitut (Wien, Basel, Neuss), van Acken Verlag, Krefeld 1990 (mit einer vom Autor besprochenen Schallplatte), ISBN 3-923140-46-0.
- OberländerEckeDaiser (Gedicht). A-1-Verlag, München 1993, ISBN 3-927743-11-9.
- An den Ufern der Isar. Ein bayerischer Fluß und seine Geschichte. Koehler und Amelang, München – Berlin 1993, ISBN 3-7338-0174-1.
- HinterBayern (Text-Bild-Band). Lichtung Verlag, Viechtach 1996 (mit Karl Krieg, Herbert Pöhnl), ISBN 3-929517-11-6.
- Zucker. Ein Stück. Diabetische Farce in vier Szenen. Lichtung Verlag, Viechtach 1997, ISBN 3-929517-18-3.
- Watten Wagner Wichs (Theaterstück). Lichtung Verlag, Viechtach 1998, ISBN 3-929517-26-4.
- München. Reise-Lesebuch (Text-Bild-Band). Herausgegeben von Hubert Ettl und Bernhard Setzwein, Lichtung Verlag, Viechtach 1999, ISBN 3-929517-28-0.
- Das Buch der sieben Gerechten (Roman). Haymon Verlag, Innsbruck 1999, ISBN 3-85218-286-7; Taschenbuchausgabe: Heyne-Verlag, München 2005, ISBN 3-453-40065-8.
- Nicht kalt genug (Roman). Haymon Verlag, Innsbruck 2000, ISBN 978-3-85218-320-6 (Druckausgabe); eISBN 978-3-7099-3763-1 (Online-Ausgabe).
- Ein Fahneneid aufs Niemandsland. Literatur über Grenzen (Essays, Reden, Interviews). Lichtung Verlag, Viechtach 2001, ISBN 3-929517-41-8.
- München. Spaziergänge durch die Geschichte einer Stadt (Literarischer Reiseführer). Klett-Cotta Verlag, Stuttgart 2001, ISBN 3-608-94190-8.
- Die grüne Jungfer (Roman). Haymon Verlag, Innsbruck 2003, ISBN 3-85218-426-6.
- Heimat, bitte lächeln. AugenBlicke, ZwischenTöne, StimmungsBilder (Fotokatalog)., Lichtung Verlag, Viechtach 2004 (mit Herbert Pöhnl), ISBN 3-929517-69-8.
- Die Donau. Eine literarische Flußreise von der Quelle bis Budapest. Klett-Cotta Verlag, Stuttgart 2004, ISBN 3-608-93262-3.
- Ein seltsames Land (Roman). Lichtung Verlag, Viechtach 2007, ISBN 978-3-929517-45-3.
- Zu Fuß auf der Goldenen Straße. Eine literarische Wanderung von Pilsen nach Amberg. Verlag Sankt Michaelsbund, München 2009 (mit Friedrich Brandl, Harald Grill), ISBN 978-3-939905-18-9.
- Das blaue Tagwerk. Fast nichts 1997 bis 2009 (Tagebuch). Lichtung Verlag, Viechtach 2010, ISBN 978-3-929517-47-7.
- Der neue Ton (Roman). Lichtung Verlag, Viechtach 2012, ISBN 978-3-929517-50-7.
- Jean Paul von Adam bis Zucker. Ein Abecedarium. Haymon Verlag, Innsbruck 2013 (mit Christian Thanhäuser), ISBN 978-3-85218-760-0.
- Der böhmische Samurai (Roman). Haymon Verlag, Innsbruck 2017, ISBN 978-3-7099-7286-1 (Druckausgabe); eISBN 978-3-7099-3776-1 (Online-Ausgabe).
- Das gelbe Tagwerk. Alltagsflusen und Sternenstaub 2010–2019 (Tagebuch). Lichtung Verlag, Viechtach 2020, ISBN 978-3-941306-97-4.
- Kafkas Reise durch die bucklige Welt (Roman). Lichtung Verlag, Viechtach 2024, ISBN 978-3-941306-64-6.

### Hörbücher
- 3165 – Monolog eines Henkers (Hörspiel des gleichnamigen Theaterstücks). LOhrBär-Verlag, Regensburg 2008, ISBN 978-3-939529-05-7.
- Zu Fuß auf der Goldenen Straße. Drei Autoren unterwegs. Verlag Sankt Michaelsbund, München 2008 (mit Friedrich Brandl, Harald Grill, begleitet vom Duo de Clarinettes-Basses), ISBN 978-3-939905-29-5.
- Oskar Maria Graf und Bertolt Brecht (Hörfunksendung). In: Bayerische Traumpaare. Das etwas andere Bayern (Sammeledition von acht BR-Hörfunksendungen verschiedener Autoren). Volk Verlag, München 2010, ISBN 978-3-86222-007-6.
- Otfried Preußler: Die Flucht nach Ägypten. Königlich böhmischer Teil (Lesung von Bernhard Setzwein, begleitet vom Duo de Clarinettes-Basses). LOhrBär-Verlag, Regensburg 2013, ISBN 978-3-939529-12-5.

### Theaterstücke
- Oskar Panizza spielt mit seinem Pfleger Bruno im Sanatorium Herzoghöhe das Weltgericht. Uraufführung: Tiroler Landestheater Innsbruck/Meran, 27. Mai 2000.
- Die Mauer klirrt, die Fahnen stehen. Uraufführung: Marstalltheater des Bayerischen Staatsschauspiels (als szenische Lesung der Gewinner des Einakter-Wettbewerbs „Deutschland im dritten Jahrtausend“), 7. April 2001.
- Niegedacht. Ein Stück vom Hierbleiben und Fortgehen. Uraufführung: Burgschauspielverein Freudenberg, 27. Juni 2003.
- Watten Wagner Wichs. Uraufführung: Theater im Zunfthaus, München, 6. Februar 2004.
- Sahira oder Heinz von Steins Fahrt ins Morgenland. Uraufführung: Burg Stein bei Altenmarkt/Chiemgau, 29. Mai 2004. – Print-/Online-Ausgabe: Bernhard Setzweins Sahira oder Heinz vom Steins Fahrt ins Morgenland. Herausgegeben, kommentiert, erläutert und mit Materialien versehen von Hans-Peter Ecker; University of Bamberg Press, Bamberg 2014, Band 1 der Reihe „Bamberger Texte für Bühne und Film“, ISBN 978-3-86309-239-9 (Druckausgabe), eISBN 978-3-86309-240-5 (Online-Ausgabe).
- Fremde Stimmen. Uraufführung: Burgschauspielverein Freudenberg, 24. Juni 2005 – Print-/Online-Ausgabe: Bernhard Setzwein: Fremde Stimmen. Herausgegeben, kommentiert, erläutert und mit Materialien versehen von Hans-Peter Ecker und Kirsta  Viola Ecker; University of Bamberg Press, Bamberg 2015, Band 2 der Reihe „Bamberger Texte für Bühne und Film“, ISBN 978-3-86309-308-2 (Druckausgabe), eISBN 978-3-86309-309-9 (Online-Ausgabe).
- 3165 – Monolog eines Henkers. Uraufführung: Landestheater Oberpfalz, Weiden, 7. Dezember 2007.[12]
- Hrabal und der Mann am Fenster. Uraufführung: Theater Regensburg, 6. Juni 2015. – Print-/Online-Ausgabe: Bernhard Setzwein: HRABAL und der Mann am Fenster. Herausgegeben, kommentiert, erläutert und mit Materialien versehen von Hans-Peter und Kirsta  Viola Ecker; University of Bamberg Press, Bamberg 2015, Band 3 der Reihe „Bamberger Texte für Bühne und Film“, ISBN 978-3-86309-365-5 (Druckausgabe), eISBN 978-3-86309-366-2 (Online-Ausgabe).
- Später Besuch. Dietrich Bonhoeffer redivivus. Uraufführung: KZ-Gedenkstätte Flossenbürg, 9. April 2016 – Print-/Online-Ausgabe: Später Besuch – Dietrich Bonhoeffer redivivus. Herausgegeben, kommentiert, erläutert und mit Materialien versehen von Hans-Peter Ecker und Kirsta  Viola Ecker; University of Bamberg Press, Bamberg 2017, Band 6 der Reihe „Bamberger Texte für Bühne und Film“, ISBN 978-3-86309-509-3 (Druckausgabe), eISBN 978-3-86309-510-9 (Online-Ausgabe).
- Lola Montez – die falsche Spanierin. Eine bayerische Staatskomödie. Uraufführung: Burg Dagestein, Vilseck, 29. Juni 2018.
- Resl unser. Das Stück zum Film des Konnersreuther Mysteriums. Uraufführung: Regionalbibliothek Weiden, 14. März 2019.
- Troglauer – Räuber, Rossdieb, Revoluzzer. Uraufführung: Burg Dagestein, Vilseck, 24. Juni 2022.
- Monsieur Chateaubriands letzte Reise. Ein Stück vom Ufer der Lethe. Uraufführung: Kultur- und Festspielbühne Waldmünchen, 24. Juni 2023.
- Des Kaisers Pfennigfuchser, Uraufführung: Burg Leuchtenberg, 12. Juli 2024[13]

### Marionettentheaterstück
- Großmutter, das Viruserl und die Zukunft. (Kasperliade zur COVID-19-Pandemie in Deutschland); Uraufführung: Münchner Stadtmuseum, 23. Juni 2021.

### Hörfunkbeiträge
Neben einer Vielzahl von kleineren Rundfunkbeiträgen für diverse Kultursendungen hat Bernhard Setzwein zahlreiche Themen in 30- bzw. 60-Minuten-Features bearbeitet. Die meisten sind Features zur bayerischen Literatur- und Kulturgeschichte, Reisefeuilletons und Autorenporträts (die Jahreszahlen stehen für die jeweilige Erstausstrahlung).
- Eine Ausgabe der Reihe Pop Sunday. Texte und Musik. Bayerischer Rundfunk, 1980.
- Dienst am Nächsten (Hörspiel). Hessischer Rundfunk, 1980.
- Das Leben auf dem Lande. Ein bayerisches Poetentreffen (live aus dem Dehnberger Hoftheater bei Lauf an der Pegnitz). 27. September 1987.
- Bayerische Autoren. Neue Mundartgedichte von Fitzgerald Kusz und Bernhard Setzwein. Bayerischer Rundfunk, 1991.
- Überall brennt ein schönes Licht. Bernhard Setzwein und Irene Kubelka, porträtiert von Harald Grill. Bayerischer Rundfunk, 17. November 1991.
- Poeten und Musik (live aus dem Schlierseer Bauerntheater). Bayerischer Rundfunk, 1994.
- Nicht kalt genug (Live-Mitschnitt einer Lesung des Autors aus dem gleichnamigen Roman). Saarländischer Rundfunk, 2000.
- Mitteleuropa, wo liegt es? (Live-Mitschnitt einer Diskussionsrunde im Literaturarchiv Sulzbach-Rosenberg mit Péter Esterházy, Zsuzsanna Gahse und Robert Schindel). Bayerischer Rundfunk, 2000.
- „Das blaue Tagwerk“: Zur Lesung des Schauspielers Wolfgang Maria Bauer spricht Autor Bernhard Setzwein über sein Schreiben (in der Reihe „radioTexte – Das offene Buch“). Bayerischer Rundfunk, 2010.
- Bernhard Setzwein, Autor (Interview in der Reihe Eins zu Eins. Der Talk), Bayerischer Rundfunk, 11. März 2019.

- Der Chinese in Rom. Jean Paul Friedrich Richters Reise nach Weimar. Bayerischer Rundfunk, 1988.
- Immer gegen die Machthaber. Ein Porträt des baierischen Verlegers Friedl Brehm. Bayerischer Rundfunk, 1988.
- „Stirnen, an denen der Verstand zu Tage liegt“. Der Bayreuther Philosoph Max Stirner und der Berliner Kreis der „Freien“. Bayerischer Rundfunk, 1988.
- „Nestor der bayerischen Dichter“. Der Oberst, Literat und Maler Heinrich von Reder. Bayerischer Rundfunk, 1989.
- „Der Teufel hole Jeden, der noch von Schonung spricht“. Ludwig Thoma als Schreibtischtäter. Hessischer Rundfunk, 1990.
- Der Eremit von Gauting. Ein Porträt des Schriftstellers Karl Theodor Freiherr von Hallberg-Broich. Bayerischer Rundfunk, 1990.
- Büchernarr und Weltchronist. Ein Porträt des Arztes Hartmann Schedel. Bayerischer Rundfunk, 1991.
- „Was die Isar rauscht“. Michael Georg Conrads München-Roman von 1888. Bayerischer Rundfunk, 1991.
- Franz Bleis „Großes Bestiarium der modernen Literatur“. Bayerischer Rundfunk, 1991.
- Der bairische „Werther“. Lorenz Westenrieders Jugendroman. Bayerischer Rundfunk, 1992.
- Andreas Dominikus Zaupser und sein „baierisches und oberpfälzisches Idiotikon“. Bayerischer Rundfunk, 1992.
- „Wir haben keine Verträge gemacht, sondern Bücher“. Der ungewöhnliche bayerische Verleger Friedl Brehm. Ein Porträt (erweiterte Fassung von Immer gegen die Machthaber). Bayerischer Rundfunk, 1993.
- Der arme Hofpoet. Das Schicksal des Mathias Ettenhueber. Bayerischer Rundfunk, 1993.
- „Seine Wohnung wurde ein literarischer Taubenschlag“. Otto Julius Bierbaum und Prinz Kuckuck. Bayerischer Rundfunk, 1994.
- „Die künftige Zeit ist erschienen mir“. Lorenz Westenrieders „Traum in drey Nächten“. Bayerischer Rundfunk, 1994.
- „… tatsächlich ein großartiger Mißerfolg“. Franz Kafkas Reise nach München im Jahr 1916. Bayerischer Rundfunk, 1995.
- „In dieser duftenden Stille“. Friedrich Nietzsches Wanderung durch den Bayerwald. Bayerischer Rundfunk, 1996.
- Der Kyniker in seiner Hundehütte. Oskar Panizzas Ende im Sanatorium Herzoghöhe. Bayerischer Rundfunk, 1999.
- „Ins Land der Urwälder und Räuberhöhlen“. Wie der Philosoph Friedrich Nietzsche einmal in den Bayerwald reiste (erweiterte Fassung von In dieser duftenden Stille). Bayerischer Rundfunk, 2000.
- „Was ist mit unserer Emerenz?“ Hans Carossa trifft ein „geniales Bauerndeandl“. Bayerischer Rundfunk, 2001.
- „Ich stehe außerhalb“. Der frühe „Aussteiger“ Siegfried von Vegesack im Bayerwald. Bayerischer Rundfunk, 2002.
- Es geschah in Rohrbrunn … Geschichte von der Dichterliebe zum deutschen Räuberwald. Bayerischer Rundfunk, 2002.
- „Die Gedanken kommen, wann’s meng“. Wilhelm Buschs Sommerfrischen in Brannenburg am Inn. Bayerischer Rundfunk, 2004.
- „… ein Stück echter, geborgener Heimat“ (über Oskar Maria Graf in Brünn). Bayerischer Rundfunk, 2005
- „… in Schleiern von Rauch und Nebel fahl versinkt uns das Dreiflüssetal.“ Texte aus der Passauer Gegend. Bayerischer Rundfunk, 2005.
- „Stunde der Überlebenden“. Heinz Pionteks Nachkriegszeit in der Oberpfalz. Bayerischer Rundfunk, 2006.
- „Es roch nach Wasser, Teer und Weihrauch“. Texte aus dem Maindreieck. Bayerischer Rundfunk, 2006.
- Reflexion über das Nichts. Hubert Fichte im Schrobenhausener Waisenhaus. Bayerischer Rundfunk, 2007.
- Weiße Finsternis. Adalbert Stifter und die Schneehölle von Lackenhäuser. Bayerischer Rundfunk, 2007.
- Bunte Fäden im Lebenspullover. Erinnerungen an den Oberpfälzer Dichter und Spieleerfinder Eugen Oker. Bayerischer Rundfunk, 2008.
- „Alles war umknattert von Motoren“. Hermann Hesses „Nürnberger Reise“ 1925. Bayerischer Rundfunk, 2008.
- Einübung ins Exil. Oskar Maria Graf in Wien. Bayerischer Rundfunk, 2009.
- Oskar Maria Graf und Bertolt Brecht (in der Reihe „Bayerische Traumpaare“). Bayerischer Rundfunk, 2009.
- Jagdszenen aus dem Bayerischen Wald. Gisela Elsner und ihr Roman „Heilig Blut“. Bayerischer Rundfunk, 2010.
- „wir sitzen hier im warmen nest und bebrüten die träume“. Dichter und Dichterinnen im Wirtshaus. Bayerischer Rundfunk, 2011.
- Jean-Paulianer. Die treuesten Fans eines kauzigen Genies. Bayerischer Rundfunk, 2013.
- Literaturtourismus in Nordbayern. „Wer den Dichter will verstehen …“. Bayerischer Rundfunk, 2015.
- Bavarian Blues. Wenn bayerische Autoren Weltverdruss spüren. Bayerischer Rundfunk, 2016.
- Der Mundart-Apache. Zum 100. Geburtstag des Verlegers Friedl Brehm. Bayerischer Rundfunk, 2017.
- Ein Bayer in New York. Oskar Maria Graf als US-Bürger. Bayerischer Rundfunk, 2017. = Ein Ur-Bayer wird US-Bürger. Oskar Maria Grafs Ode auf New York. Bayerischer Rundfunk, 2019.
- Stimme eines anderen Bayern. Zum 100. Geburtstag von Carl Amery. Bayerischer Rundfunk, 2022.

- Die Leiden der jungen Fanny. Nachforschungen über einen Todessturz von der Münchner Frauenkirche am 14.1.1785. Bayerischer Rundfunk, 1993
- Es geschah im Münchner Hofgarten … Vom Burggarten zum Renommierplatz. Bayerischer Rundfunk, 1996.
- Der ungeliebte Kurfürst. Der Pfälzer Karl Theodor als bayerischer Regent. Bayerischer Rundfunk, 1999.
- Die Frau im blauen Mantel. Ein Reise durch den Oberpfälzer Jura zum Künstlerort Kallmünz. Bayerischer Rundfunk, 1999.
- Dr. Jourdanoff und der „Funke“. Lenin inkognito in München. Bayerischer Rundfunk, 2000.
- „Der Granit läßt mich nicht los“. Johann Wolfgang Goethes Reisen ins Fichtelgebirge. Bayerischer Rundfunk, 2000.
- Eine Enzyklopädie bayerischen Lebens. Was ist der alte „Schmeller“ noch wert? Bayerischer Rundfunk, 2001.
- Ist „Tschüss“ bayrisch? Was ins neue Dialekt-Wörterbuch kommt und was nicht. Bayerischer Rundfunk, 2001.
- Im Land der Derwische. Wie Herzog Maximilian 1838 den Orient bereiste. Bayerischer Rundfunk, 2003.
- Pförring, Pledelingen, Pazzouwe. Das Nibelungenlied und der Rhein-Main-Donau-Kanal. Bayerischer Rundfunk, 2003.
- „Pfüa di God, scheene Hoamat!“ Warum einer sein Sach’ verkauft hat und nach Amerika ging. Bayerischer Rundfunk, 2004.
- Falzbein und Fliegenkopf. Von der Leidenschaft des Buchdruckens. Bayerischer Rundfunk, 2005.
- Kurt Eisners Sekretär. Der Autor und Revolutionär Felix Fechenbach. Bayerischer Rundfunk, 2006.
- Abenteuer ohne Ende. Passionierte Heimatforscher. Bayerischer Rundfunk, 2007.
- Das „Verhören“ der Brunftschreie. Hirschgötter, Hirschjagden und Hirschknöpfe. Bayerischer Rundfunk, 2007.
- Strubbelkopfröhrling und Bauchwehkoralle. Das wundersame Reich der Pilze und Pilzsammler. Bayerischer Rundfunk, 2008. = Schwammerl-Narrische. Geschichten von Gift- und Glückspilzen. Bayerischer Rundfunk, 2019.
- 1208/1209 – scheinbar unscheinbare Jahre. Bayerischer Rundfunk, 2009.
- Oberpfälzer Kommunismus. Wenn das Brauhaus allen gehört. Bayerischer Rundfunk, 2009.
- Wind und Wetter spielen mit. Freilichttheater in Bayern. Bayerischer Rundfunk, 2010.
- Mörtelweiber und New Economy. Dichterinnen und Dichter in der Produktion. Bayerischer Rundfunk, 2011.
- Land-Ei und Stodterer (in der Reihe „Bayerische Traumpaare“). Bayerischer Rundfunk, 2012.
- Himmel und Hölle (in der Reihe „Bayerische Traumpaare“). Bayerischer Rundfunk, 2012.
- Ober und Unter (in der Reihe „Bayerische Traumpaare“). Bayerischer Rundfunk, 2012.
- Heimat loben ist nicht schwer!? Was Heimatpfleger tun. Bayerischer Rundfunk, 2014.
- Der verarmte Graf Hansi. Ein Paradiesvogel im Nachkriegs-Regensburg. Bayerischer Rundfunk, 2015.
- Mystikerin Resl von Konnersreuth. Wie eine Oberpfälzer Bauernmagd weltberühmt wurde. Bayerischer Rundfunk, 2019.
- Resl von Konnersreuth. Heilige oder Hysterikerin? Bayerischer Rundfunk, 2020.
- Bayerische Berufungen und Instanzen: der Scharfrichter. Bayerischer Rundfunk, 2020.
- Lustgarten und Asam-Salettl: Geschichten um Schloss Alteglofsheim. Bayerischer Rundfunk, 2021.
- Bayerische Berufungen und Instanzen: da Kini. Bayerischer Rundfunk, 2021.

- … und sie kamen doch zueinander. Ein Brückenschlag zwischen Regensburg und Pilsen. Bayerischer Rundfunk, 1996.
- „Bleib gesund mir, Krakau!“ Eine vergessene Stadt kehrt zurück nach Europa. Bayerischer Rundfunk, 1995.
- Das Glück ist ein scheibenförmiger Knödel. Was Bayern in und an Böhmen finden können. Bayerischer Rundfunk, 2004.
- Das Glück sind „Welsh Rarebits“. Ein Bayer in Wales. Bayerischer Rundfunk, 2005.
- Die Wege von gestern heute neu begehen. Drei Autoren zu Fuß auf dem Weg von Pilsen nach Amberg (mit Friedrich Brandl und Harald Grill). Bayerischer Rundfunk, 2007.
- Vom Aufhellen blinder Flecken. 20 Jahre nach der Revolution: Rumänien auf dem Weg zurück nach Europa. Bayerischer Rundfunk, 2009.
- Altmugl, Gusterberg, Havlíckuv Brod. Oder: Die Mitte ist überall und nirgends. Bayerischer Rundfunk, 2010.
- Der Mussolini der Schuhe. Tomáš Baťa und sein Traum von der perfekten Fabrikstadt. Bayerischer Rundfunk, 2011.
- Das bajuwarisch-bohemianische Bierknödel-Gen. Die Bayern und die Böhmen. Bayerischer Rundfunk, 2018.

- Anna Croissant-Rust. Ein Porträt. Bayerischer Rundfunk, 1988.
- Träume von Unsterblichkeit. Auf der Suche nach dem Autor der „Nachtwachen von Bonaventura“. Ein literaturgeschichtliches Kriminalstück. Bayerischer Rundfunk, 1989.
- Johannes Freumbichler, ein bekannter Großvater und vergessener Autor. Bayerischer Rundfunk, 1990.
- Er wollte immer nur ein Arbeiter sein. Ein Porträt des walisischen Dichters David Jones. Hessischer Rundfunk, 1992.
- Voll clownesker Melancholie. Zum 100. Geburtstag von Ernst Penzoldt. Bayerischer Rundfunk, 1992.
- Das große Buch der Donau. Der Wasserbauingenieur Ernst Neweklowsky und sein Lebenswerk. Bayerischer Rundfunk, 1995.
- „Profund einverblödet ins Gewohnte“. Heimito von Doderers Doppelleben zwischen Landshut und Wien. Bayerischer Rundfunk, 1996.
- „… wenn ich ihren Dreck und Lügen hören muß“. Theodor Haeckers „Tag- und Nachtbücher. 1939 bis 1945“. Bayerischer Rundfunk, 1997.
- „Ich habe mich immer als überflüssig empfunden“. Der jüdische Schriftsteller Soma Morgenstern und sein Weltgefühl. Bayerischer Rundfunk, 1997.
- Die George Sand vom Bannwaldsee. Ein Porträt der Ilse Schneider-Lengyel. Bayerischer Rundfunk, 1997.
- Der Fall Theodor Lessing. Ein jüdischer Autor in der „gspinnerten Welt“ Schwabings. Bayerischer Rundfunk, 1998.
- Zwischen Isar und Jordan. Wie aus Fritz Rosenthal Schalom Ben-Chorin wurde. Bayerischer Rundfunk, 1998.
- „Ich war ein junger osteuropäischer Barbar“. Ein Porträt und Gespräch mit dem Prager Autor Jáchym Topol. Bayerischer Rundfunk, 1998.
- Die schöne gelbe Donau. Ein Flußroman von Jules Verne. Bayerischer Rundfunk, 2002.
- Die Thomasbernhardorteaufsuchkrankheit. Wie sehr ein Autor seine Leser infizieren kann. Bayerischer Rundfunk, 2008.
- „Fürs Schreiben lernt man am besten von Analphabeten“. Der Oberpfälzer Autor Werner Fritsch und sein Wondreb-Kosmos. Bayerischer Rundfunk, 2009.
- So lang ich schreibe, so lange brennt der Himmel. Der Münchner Dichter und Krimi-Autor Friedrich Ani. Bayerischer Rundfunk, 2012.
- Wie in einer kleinen guten Ehe. Franz Kafka und seine Schwester Ottla. Bayerischer Rundfunk, 2012.
- Sansibar ist anderswo. Wie Alfred Andersch das Fürchten lernte. Bayerischer Rundfunk, 2014.
- Plötzlich ist es ein Erfolg. Porträt der Romanautorin Petra Morsbach. Bayerischer Rundfunk, 2014.

### Textbeiträge zu Bildbänden
Die von Setzwein mit Texten versehenen Bildbände sind allesamt im Buch- und Kunstverlag Oberpfalz (Amberg) erschienen.
- Saubadfelsen und Katzentrögel. Der Steinwald. 1996 (mit Alfred Schiener), ISBN 3-924350-55-8.
- Silberdistelland. Oberpfälzer Jura. 1998 (mit Günter Moser, Othmar Perras), ISBN 3-924350-67-1.
- Land der tausend Teiche. Das Stiftland. 1999 (mit Günter Moser), ISBN 3-924350-74-4.
- Die Stadt an der Vils. Amberg. 2000 (mit Günter Moser), ISBN 3-924350-88-4.
- Steinmeer und Siebenstern. Fichtelgebirge. 2000 (mit Gerhard Bayerl, Manfred Schultes), ISBN 3-924350-84-1.
- Oberpfälzer Burgen. Eine Reise zu den Zeugen der Vergangenheit. 2004; 2., überarb. Aufl. (mit Günter Moser, Mathias Conrad): 2009, ISBN 3-935719-25-6.
- Marktredwitz. Brücke zwischen West und Ost / Most mezi Vychodem a Západem. 2005 (mit Gerhard Bayerl, Manfred Schultes), tschech. Übersetzung: Václav Maidl, ISBN 3-935719-30-2 (= 1. Ausgabe); Marktredwitz. Brücke zwischen West und Ost / A Bridge between West and East. 2006 (mit Gerhard Bayerl, Manfred Schultes), engl. Übersetzung: Silke Lindner, John Hart, ISBN 978-3-935719-36-0 (= 2. Ausgabe).
- Die Oberpfalz. Weites Land, weite Blicke. 2008 (mit Günter Moser), ISBN 978-3-935719-46-9 (2. Aufl. 2012, ISBN 978-3-935719-88-9).
- Nabburg. Stadt mit Tradition und Charme. 2010 (mit Günter Moser, Walter Baehnisch, Josef Götz), ISBN 978-3-935719-64-3.
- Im Arberland. Rund um den König des Bayerwaldes. 2012 (mit Günter Moser), ISBN 978-3-935719-75-9.
- Heilige Berge – heilige Quellen. Wallfahrtsstätten in der Oberpfalz. 2013 (mit Günter Moser), ISBN 978-3-935719-96-4.
- Einen Moment bitte! Oder zwei? Begegnungen über die bayerisch-böhmische Grenze. 2016 (mit Johannes Maria Haslinger, Herbert Pöhnl), ISBN 978-3-7917-2798-1.

### Fremdsprachige Ausgaben
- Mon oncle de Rosenheim. éditions Bérénice, Paris 2006, Übersetzung: Marc Bouvet (französische Ausgabe von Watten Wagner Wichs), ISBN 2-911232-56-9.
- Zelená panna. Barrister & Principal, Brno 2007 (tschechische Ausgabe von Die grüne Jungfer), Übersetzung: Lenka Šedová, ISBN 978-80-7364-040-8.
- Păsările, de ce zboară. Poeme. Hestia, Timişoara 2008 (rumänisch), Übersetzung: Eugen D. Popin, ISBN 978-973-105-062-1.[Anm. 2]
- Upper Palatinate. Impressions of a Landscape. 2008 (englische Ausgabe von Weites Land, weite Blicke. Die Oberpfalz), Übersetzung: Philip Wade, ISBN 978-3-935719-51-3.
- 3165. Monologue d’un bourreau. éditions Bérénice, Paris 2009 (französische Ausgabe von 3165. Monolog eines Henkers), Übersetzung: Marc Bouvet, ISBN 978-2-911232-82-4.

## Mitarbeit an Editionen
- Mit František Fabian, Josef Hruby (Hrsg.): Zwischen Radbuza und Regen. Ein bayrisch-böhmisches Lesebuch (Anthologie). Buch- und Kunstverlag Oberpfalz, Amberg 1993.
- Mit Edith Ecker, Karl Krieg (Hrsg.): Tschechische Gegenwartsliteratur (Anthologie). Unter Mitarbeit von Václav Maidl und Marek Nekula. Heft 27–28 (= Sonderheft) von Passauer Pegasus. Zeitschrift für Literatur, 14. Jg., Karl Krieg, Passau 1996, ISSN 0724-0708.

## Belege

### Sekundärliteratur
- Heinz Puknus: Bernhard Setzwein. In: Heinz Ludwig Arnold (Hrsg.): Kritisches Lexikon der deutschsprachigen Gegenwartsliteratur (Loseblattsammlung). edition text + kritik, München, Juni 1995 (= 50. Nachlieferung), Fortschreibung: Oktober 2001 (= 69. Nachlieferung).
- Gerd Holzheimer: Wanderer Mensch. Studien zu einer Poetik des Gehens in der Literatur. Literatur in Bayern München 1999, Reihe „Kulturgeschichtliche Forschungen“, Band 25, S. 272–275, ISBN 3-9804213-5-X.
- Thomas Kraft: Bernhard Setzwein. In: Hermann Kunisch (Begr.), Thomas Kraft (Hrsg.): Lexikon der deutschsprachigen Gegenwartsliteratur seit 1945. Nymphenburger Verlagsbuchhandlung, München 2003, Band 2, S. 1174–1176, ISBN 3-485-00989-X.
- Hermann Unterstöger: Literat des Randbayerntums. Bernhard Setzwein sieht sich als Bauherr eines ständig anwachsenden Universal-Sendlikons – neuerdings gehört auch Hlavanice zu Sendling. In: Robert Roßmann, Hans Kratzer (Hrsg.): Stadt, Land, Wort. Bayerns Literaten. 22 Porträts. SüdOst Verlag, Waldkirchen 2004, S. 13–16, ISBN 3-89682-088-5.
- Heinz Puknus: Bernhard Setzwein. Literarische Spurensicherung. In: Alfons Schweiggert, Hannes S. Macher (Hrsg.): Autoren und Autorinnen in Bayern. 20. Jahrhundert. Verlagsanstalt Bayerland, Dachau 2004, S. 391 f, ISBN 3-89251-340-6.
- Jürgen Rolf Hansen: … und Sisyphus lachte. Literarische Rendezvous im Land der fünf Seen. Friedl-Brehm-Verlag, Feldafing 2004, S. 273–282, ISBN 3-937165-02-9.
- Hans-Peter Ecker: Setzwein, Bernhard. In: Wilhelm Kühlmann (Hrsg.): Killy Literaturlexikon. Autoren und Werke des deutschsprachigen Kulturraumes. 2., vollständig überarbeitete Auflage, Walter de Gruyter, Berlin/Boston 2011, Band 10 Ros–Se, S. 768 f., ISBN 978-3-11-022042-1.